# Дизартрія
Дизартрі́я — порушення вимовної сторони мовлення, яке виникає внаслідок органічного ураження центральної нервової системи. Це тяжкий розлад усієї мовленнєвої діяльності. При дизартрії порушується не тільки звуковимова майже усіх груп звуків, але і просодична сторона мовлення: голос, інтонація, темп, ритм. Дизартрія є симптомом неврологічних захворювань.

## Патогенез
Причинами виникнення дизартрії є різноманітні шкідливі фактори, які можуть впливати внутрішньоутробно під час вагітності (деякі вірусні інфекційні захворювання, патологія плаценти), в момент народження (затяжні або стрімкі пологи, крововилив у мозок немовляти) і в ранньому віці (інфекційні захворювання мозку і мозкових оболон: менінгіт, менінгоенцефаліт тощо).

## Лікування
Повинно являти собою комплексний вплив, де будуть використані медикаменти, лікувальна фізкультура, масаж і логопедичні засоби та заходи.